# Val-de-Travers
Val-de-Travers é uma comuna da Suíça, situada no cantão de Neuchâtel. Tem 124,94 km² de área e sua população em 2018 foi estimada em 10.668 habitantes.
A região é conhecida por ser o berço histórico do Absinto.

## História
A comuna foi criada em 1 de janeiro de 2009, a partir da fusão das antigas comunas de Boveresse, Buttes, Couvet, Fleurier, Les Bayards, Môtiers, Noiraigue, Saint-Sulpice e Travers.